# Nathan de Medina
Nathan de Medina (Bruselas, 8 de octubre de 1997) es un futbolista belga. Juega de defensa y su equipo es el Partizán de Belgrado de la Superliga de Serbia.

## Trayectoria
Finalizó su formación en el R. S. C. Anderlecht y debutó con el primer equipo el 19 de mayo de 2016 en la derrota de visita por 5-2 ante el K. R. C. Genk.

## Selección nacional
Fue internacional en categorías inferiores con Bélgica.

## Estadísticas
Actualizado al último partido disputado el 28 de agosto de 2024.
| Club                           | Div.          | Temporada     | Liga  | Liga  | Copas nacionales | Copas nacionales | Copas internacionales | Copas internacionales | Total | Total |
| Club                           | Div.          | Temporada     | Part. | Goles | Part.            | Goles            | Part.                 | Goles                 | Part. | Goles |
| ------------------------------ | ------------- | ------------- | ----- | ----- | ---------------- | ---------------- | --------------------- | --------------------- | ----- | ----- |
| R. S. C. Anderlecht · Bélgica  | 1.ª           | 2015-16       | 2     | 0     | 0                | 0                | 0                     | 0                     | 2     | 0     |
| R. S. C. Anderlecht · Bélgica  | 1.ª           | 2016-17       | 0     | 0     | 0                | 0                | 0                     | 0                     | 0     | 0     |
| R. S. C. Anderlecht · Bélgica  | Total club    | Total club    | 2     | 0     | 0                | 0                | 0                     | 0                     | 2     | 0     |
| OH Leuven · Bélgica            | 2.ª           | 2016-17       | 15    | 0     | 0                | 0                | —                     | —                     | 15    | 0     |
| OH Leuven · Bélgica            | Total club    | Total club    | 15    | 0     | 0                | 0                | 0                     | 0                     | 15    | 0     |
| Royal Excel Mouscron · Bélgica | 1.ª           | 2017-18       | 18    | 2     | 1                | 0                | —                     | —                     | 19    | 2     |
| Royal Excel Mouscron · Bélgica | 1.ª           | 2018-19       | 2     | 0     | 1                | 0                | —                     | —                     | 3     | 0     |
| Royal Excel Mouscron · Bélgica | 1.ª           | 2019-20       | 22    | 1     | 0                | 0                | —                     | —                     | 22    | 1     |
| Royal Excel Mouscron · Bélgica | Total club    | Total club    | 42    | 3     | 2                | 0                | 0                     | 0                     | 44    | 3     |
| Arminia Bielefeld · Alemania   | 1.ª           | 2020-21       | 16    | 0     | 0                | 0                | —                     | —                     | 16    | 0     |
| Arminia Bielefeld · Alemania   | 1.ª           | 2021-22       | 19    | 0     | 2                | 0                | —                     | —                     | 21    | 0     |
| Arminia Bielefeld · Alemania   | 2.ª           | 2022-23       | 1     | 0     | 0                | 0                | ―                     | ―                     | 1     | 0     |
| Arminia Bielefeld · Alemania   | Total club    | Total club    | 36    | 0     | 2                | 0                | 0                     | 0                     | 38    | 0     |
| Eintracht Brunswick · Alemania | 2.ª           | 2022-23       | 17    | 0     | 1                | 0                | ―                     | ―                     | 18    | 0     |
| Eintracht Brunswick · Alemania | Total club    | Total club    | 17    | 0     | 1                | 0                | 0                     | 0                     | 18    | 0     |
| Partizán de Belgrado Serbia    | 1.ª           | 2023-24       | 0     | 0     | 2                | 0                | ―                     | ―                     | 2     | 0     |
| Partizán de Belgrado Serbia    | 1.ª           | 2024-25       | 0     | 0     | 0                | 0                | 6                     | 0                     | 6     | 0     |
| Partizán de Belgrado Serbia    | Total club    | Total club    | 0     | 0     | 2                | 0                | 6                     | 0                     | 8     | 0     |
| Total carrera                  | Total carrera | Total carrera | 112   | 3     | 7                | 0                | 6                     | 0                     | 125   | 3     |
| 1. 2.                          |               |               |       |       |                  |                  |                       |                       |       |       |

## Vida personal
Nacido en Bélgica, es descendiente de caboverdianos.